# Урочище Парагільмен
Уро́чище Парагільме́н (крим. Paragilmen ayırığı, Парагильмен айырыгъы Paragilmen ayırığı, Парагильмен айириг'и) — ботанічний заказник місцевого значення, розташований на території Алуштинської міської ради (Крим). Створено 11 листопада 1979 року. Площа — 225 га. Землекористувач — так зване Міністерство екології та природних ресурсів Республіки Крим та державна автономна установа Республіки Крим «Алуштинське лісомисливське господарство».

## Історія
Заказник створений Рішенням виконавчого комітету Кримської обласної Ради народних депутатів від 11.11.1979 № 617 «Про організацію заказників дикорослих лікарських рослин».
Після анексії Криму Росією було визнане окупаційною владою  державним природним заказником регіонального значення, згідно з Розпорядженням так званої «Ради Міністрів Республіки Крим» від 05.02.2015 № 69-р «Про затвердження Переліку особливо охоронюваних природних територій регіонального значення Республіки Крим».

## Опис
Заказник створений із метою збереження, відновлення та раціонального використання типових та унікальних природних комплексів: цінного флористичного комплексу. На території заказника забороняється або обмежується будь-яка діяльність, якщо вона суперечить цілям його створення або заподіює шкоду природним комплексам і їхнім компонентам.
Заказник розташований на Південному березі Криму між масивом Бабуган-Яйла і горою Парагільмен (857,2 м), що на північний захід від села Малий Маяк — на території Запрудненського лісництва (квартали 8, 10, 11, 13). Західніше примикає Кримський природний заповідник, східніше — комплексна пам'ятка природи місцевого значення Парагільмен.
Найближчий населений пункт — село Малий Маяк, місто — Алушта.

## Природа
Природа заказника представлена лісом (домінування дуба з буком, грабом, сосною) за участю тису ягідного (Taxus baccata), ялівцю високого (Juniperus excelsa Bieb.), рускусу під'язикового (Ruscus hypoglossum L.), еремуру показного (Eremurus spectabilis Bieb.) та смілки яйлинської (Silene jailensis NI Rubtzov). У заказнику налічується 10 червонокнижних видів рослин